# Copenaghen Challenger 1988
Il Copenaghen Challenger 1988 è stato un torneo di tennis facente parte della categoria ATP Challenger Series nell'ambito dell'ATP Challenger Series 1988. Il torneo si è giocato a Copenaghen in Danimarca dal 21 al 27 novembre 1988 su campi in sintetico indoor.

## Vincitori

### Singolare
Derrick Rostagno ha battuto in finale  Alex Antonitsch con il punteggio di 6–3, 6–1

### Doppio
Gilad Bloom /  Wojciech Kowalski hanno battuto in finale  Peter Bastiansen /  Peter Flintsoe con il punteggio di 7–6, 7–5